# Dave Sim
David Victor Sim (Hamilton, Ontario, Canadá, 17 de mayo de 1956) es un artista y escritor de historietas canadiense, conocido por su novela gráfica de 6000 páginas Cerebus the Aardvark.

## Biografía
Sim nació el 17 de mayo de 1956 en Hamilton y su familia se mudó a Ontario cuando tenía dos años. Su padre trabajaba como supervisor en una fábrica y su madre de secretaria. Tiene una hermana mayor llamada Sheila. Estuvo interesado en los comics desde temprana edad y abandonó la preparatoria para seguir una carrera en ese medio. 
Su único trabajo relativamente fuera de esta área ha sido el de empleado en la tienda de cómics Now & Then Books, antes de que Harry Kremer, dueño de la tienda, le permitiera producir un boletín informativo llamado Now & Then Times, que tuvo su primer número en el verano de 1972. Sim publicó otro número del boletín, pero había comenzado a dedicar su tiempo al fanzine Comic Art News and Reviews, en el que entrevistó a Barry Windsor-Smith.
Alrededor de 1975 y 1976 el trabajo de Sim fue publicado por las editoriales Charlton Comics y Warren Publishing.
Desde diciembre de 1977 a marzo de 2004, Sim dibujó Cerebus the Aardvark, publicándola por medio de su compañía Aardvark - Vanaheim la cual dirigía su entonces esposa Deni Loubert. A ella la conoció en 1976, se casaron en 1979 y se divorciaron casi cinco años después. Comenzando con el número 65 de Cerebus comenzó a colaborar con el artista Gerhard, quien se encargó de ilustrar los fondos de la historieta hasta su conclusión, en el número 300.
Conforme avanzó la publicación de Cerebus, Sim se inclinó a la experimentación artística y ha sido descrita por él y otras personas como una historia continua de 6000 páginas.
A finales de 2006, Sim compró la parte de la editorial Aardvark-Vanaheim propiedad de Gerhard, convirtiéndose así en su único dueño. Ese mismo año Sim comenzó la publicación en línea de una biografía en historieta de la actriz canadiense Siu Ta, titulada Siu Ta, So Far.
A partir de abril de 2008 y hasta julio de 2012, Sim escribió y dibujo 26 números de glamourpuss, una historieta que hacía parodia a revistas de moda al mismo tiempo que mostraba la historia del fotorrealismo en los cómics y contaba una historia surreal de superhéroes. En mayo de 2008 publicó Judenhass («odio judio», en alemán), una historieta de 56 página que, en sus palabras, es «una reflexión personal sobre el Holocausto».
En diciembre de 2016, se reportó que Sim había sufrido una lesión en su muñeca que le había impedido dibujar desde el 27 de febrero de 2015. En un video del 28 de septiembre de 107 para el canal Cerebus Online de YouTube, Sim reveló que estaba mostrando señales de recuperación su lesión y que había podido crear su primera ilustración de Cerebus desde 2015.
Dave Sim ha hecho preparativos para que el copyright de Cerebus pase al dominio público después de su muerte.